# Ron Cook
Ronald G. Cook, född 1948 i South Shields, Durham, är en brittisk skådespelare. Cook är bland annat känd för sina roller i filmer som Hemligheter och lögner (1996), 102 dalmatiner (2000) och Chocolat (2000), samt i tv-serier som Tom Jones (1997), The Diary of Anne Frank (2009) och Mr Selfridge (2013-2016).

## Filmografi i urval
- 1978 – Will Shakespeare (TV-serie)
- 1983 – The Merry Wives of Windsor
- 1983 – Richard III
- 1983 – The Black Adder (TV-serie)
- 1984 – Hemma värst (TV-serie)
- 1986 – Den sjungande detektiven (TV-serie)
- 1988 – Bergerac (TV-serie)
- 1989 – Kocken, tjuven, hans fru och hennes älskare
- 1996 – Doktor Bramwell (TV-serie)
- 1996 – Hemligheter och lögner
- 1997 – Tom Jones (TV-serie)
- 1997 – Odysséen (TV-serie)
- 1999 – Topsy-Turvy
- 2000 – Quills
- 2000 – 102 dalmatiner
- 2000 – Chocolat
- 2002 – The Lost Prince
- 2002 – Baskervilles hund (TV-film)
- 2003 – The Other Boleyn Girl
- 2003 – Seven Wonders of the Industrial World (TV-serie)
- 2004 – Köpmannen i Venedig
- 2004 – He Knew He Was Right (TV-serie)
- 2005 – Casanova (TV-serie)
- 2006 – Doctor Who (TV-serie)
- 2006 – Confetti
- 2007 – Hot Fuzz
- 2008 – Little Dorrit (TV-serie)
- 2009 – The Diary of Anne Frank (TV-serie)
- 2011 – Morden i Midsomer (TV-serie)
- 2012 – The Mystery of Edwin Drood (TV-film)
- 2012 – Ett fall för Vera (TV-serie)
- 2012 – Mrs Biggs (TV-serie)
- 2013–2016 – Mr Selfridge (TV-serie)
- 2019 – Chernobyl (Miniserie)